# Schweizer Birnbaum

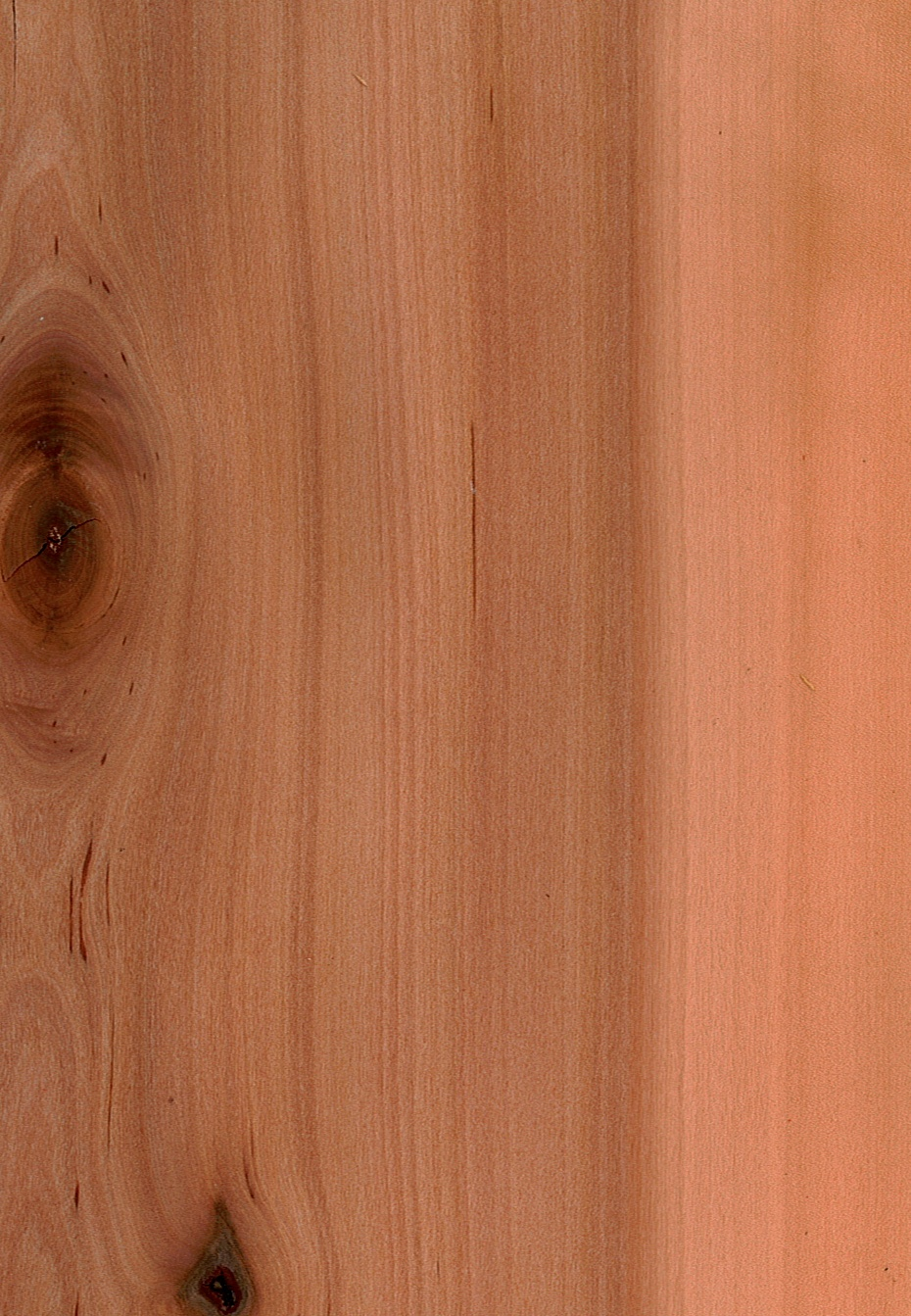
Furnierholz Birnbaum mit Ast

Schweizer Birnbaum ist der Handelsname für Holz des Birnbaums sowie auch des Elsbeerbaums und des Speierlings. Es ist ein wertvolles und in fehlerfreiem Zustand hochpreisiges Holz, das zu Tischler-, Drechsler- und Schnitzarbeiten verwendet werden kann. Wertvoll sind besonders lange und astfreie Stämme, die zu Furnier verarbeitet werden können. Das helle Holz der Birne und Elsbeere entwickelt nach der Dämpfung  eine sehr schöne, warm gelb-rötliche Farbe, die im Innenausbau und für Möbel sehr gesucht ist. Da das Holz sehr dicht, fast porenlos und auch hart ist, erzielt man mit wenig Aufwand sehr schöne, warme Oberflächen auf dem Holz.
Der Name „Schweizer Birnbaum“ rührt daher, dass in der Vergangenheit ein Großteil des Holzes von in der Schweiz angebauten Mostbirnen kam. Durch den in den letzten Jahrzehnten zurückgegangenen Birnenmostkonsum ist dieser Anteil aber rückläufig. 
Das Holz der Elsbeere wird auch unter seinem eigentlichen Namen vermarktet und ist dann tendenziell teurer. Da diese Baumarten aber eher selten und ökologisch wertvoll sind, fällt so wenig Holz an, dass sich oft kein eigener Markt ausbilden kann.